# Vitstrupig piggstjärt
Vitstrupig piggstjärt (Premnoplex tatei) är en fågel i familjen ugnfåglar inom ordningen tättingar.

## Utbredning och systematik
Vitstrupig piggstjärt delas in i två underarter:
- Premnoplex tatei tatei – förekommer i bergen i norra Venezuela (Sucre, Anzoátegui och norra Monagas)
- Premnoplex tatei pariae – förekommer i nordöstra Venezuela (bergen på Pariahalvön)

Sedan 2016 urskiljer Birdlife International och naturvårdsunionen IUCN pariae som den egna arten "pariataggstjärt". 

## Status
IUCN bedömer hotstatus för underarterna (eller arterna) var för sig, båda som starkt hotade.